# Miroslav Hájek
Miroslav Hájek (28. října 1919 Praha – 1993) byl český střihač.

## Život
Miroslav Hájek se narodil 28. října v Praze. Vyučil se kinolaborantem. Vystudoval střední fotografickou školu a po skončení školy pracoval v Herafilmu. Vystudoval pražskou Filmovou a televizní fakultu Univerzity Karlovy. Miroslav Hájek sestříhal všechny Formanovy české filmy. Forman ho později pozval do Londýna, aby mu pomohl se střihem snímku Ragtime (1981).

## Ocenění
V anketě britského listu Films and Filming byl vyhlášen nejlepším střihačem roku 1965 za film Démanty noci. Za vynikající tvůrčí spolupráci v oblasti hraného filmu získal v roce 1965 cenu Trilobit. V roce 1976 získal titul Národní umělec.

## Filmografie
Výběr filmů na kterých se podílel. Celkem stříhal 288 filmů.
- 1949 – Píseň o sletu
- 1950 – Poslední výstřel
- 1951 – Vstanou noví bojovníci
- 1951 – Štika v rybníce
- 1952 – Zítra se bude tančit všude
- 1953 – Olympiáda – Helsinky 1952
- 1954 – Setkání v Bukurešti
- 1954 – Nejlepší člověk
- 1955 – Kam s ním
- 1955 – Můj přítel Fabián
- 1955 – Čínské jaro
- 1955 – Punťa a čtyřlístek
- 1956 – Rudá záře nad Kladnem
- 1956 – Obušku, z pytle ven!
- 1956 – Hra o život
- 1957 – Zlatý pavouk
- 1957 – Dobrý voják Švejk
- 1957 – Případ ještě nekončí
- 1958 – Hvězda jede na jih
- 1958 – Poslušně hlásím
- 1958 – Žižkovská romance
- 1958 – Kasaři
- 1959 – Hry a sny
- 1959 – Pět z miliónu
- 1959 – Taková láska
- 1959 – Kruh
- 1960 – Zpívající pudřenka
- 1960 – Romeo, Julie a tma
- 1960 – Vstup zakázán
- 1960 – Smyk
- 1961 – Pohádka o staré tramvaji
- 1961 – Černá sobota
- 1961 – Ledoví muži
- 1961 – Valčík pro milión
- 1961 – Stopy
- 1961 – Ďáblova past
- 1962 – Anička jde do školy
- 1963 – Hlídač dynamitu
- 1963 – Transport z ráje
- 1964 – Fádní odpoledne
- 1964 – Handlíři
- 1964 – Kdyby ty muziky nebyly
- 1964 – Konkurs
- 1964 – Začít znova
- 1964 – Černý Petr
- 1964 – Místo v houfu
- 1964 – Máte doma lva?
- 1964 – Limonádový Joe aneb Koňská opera
- 1964 – Démanty noci
- 1964 – Starci na chmelu
- 1964 – Bláznova kronika
- 1965 – Kdyby tisíc klarinetů
- 1965 – …a pátý jezdec je Strach
- 1965 – Bubny
- 1965 – Perličky na dně
- 1965 – Lásky jedné plavovlásky
- 1965 – Ať žije republika
- 1966 – Bloudění
- 1966 – Dýmky
- 1966 – U telefonu Martin
- 1966 – Kočár do Vídně
- 1966 – Transit Carlsbad
- 1966 – Flám
- 1966 – Sedmikrásky
- 1966 – O slavnosti a hostech
- 1967 – Happy End
- 1967 – Noc nevěsty
- 1967 – Stud
- 1967 – Piknik
- 1967 – Člověk a jeho dům
- 1967 – Vražda po česku
- 1967 – Martin a červené sklíčko
- 1967 – Mučedníci lásky
- 1967 – Konec srpna v Hotelu Ozon
- 1967 – Martin a devět bláznů
- 1967 – Markéta Lazarová
- 1967 – Hoří, má panenko
- 1967 – Hotel pro cizince
- 1968 – Náhrdelník melancholie (TV)
- 1968 – Já, spravedlnost
- 1968 – Údolí včel
- 1968 – Objížďka
- 1968 – Souhvězdí panny
- 1968 – Vánoce s Alžbětou
- 1968 – Na Žižkově válečném voze
- 1969 – Zabitá neděle
- 1969 – Ohlédnutí
- 1969 – Tony, tobě přeskočilo
- 1969 – Všichni dobří rodáci
- 1969 – Kolonie Lanfieri
- 1969 – Šest černých dívek aneb Proč zmizel Zajíc?
- 1969 – Směšný pán
- 1970 – Ucho
- 1970 – Zabil jsem Einsteina, pánové…
- 1970 – Adelheid
- 1970 – Případ pro začínajícího kata
- 1970 – Hlídač
- 1970 – Vražda ing. Čerta
- 1970 – Nevěsta
- 1970 – Lišáci, Myšáci a Šibeničák
- 1971 – Touha Sherlocka Holmese
- 1971 – Kam slunce nechodí (TV)
- 1971 – Pane, vy jste vdova!
- 1971 – Dlouhá bílá nit (TV)
- 1971 – Už zase skáču přes kaluže
- 1971 – Lidé na křižovatce (TV)
- 1971 – Čtyři vraždy stačí, drahoušku
- 1971 – Šance
- 1971 – Jsem nebe
- 1971 – Psi a lidé
- 1971 – Péť můžu a jedno srdce
- 1972 – Tajemství velikého vypravěče
- 1972 – Dívka na koštěti
- 1972 – Cesty mužů
- 1972 – Šest medvědů s Cibulkou
- 1972 – Vlak do stanice Nebe
- 1973 – Německé pořád (TV)
- 1973 – Láska
- 1973 – Výstřely v Mariánských Lázních
- 1973 – Známost sestry Aleny
- 1973 – Maturita za školou
- 1973 – Tři oříšky pro Popelku
- 1973 – Tři chlapi na cestách
- 1973 – Podezření
- 1974 – Horká zima
- 1957 – Robinsonka
- 1974 – Břetislav a Jitka (TV)
- 1974 – Adam a Otka
- 1974 – Jáchyme, hoď ho do stroje!
- 1975 – Poslední ples na rožnovské plovárně
- 1975 – Otevři oči (TV)
- 1975 – Jak utopit dr. Mráčka aneb Konec vodníků v Čechách
- 1975 – Hvězda padá vzhůru
- 1975 – Můj brácha má prima bráchu
- 1975 – Dva muži hlásí příchod
- 1975 – Romance for a Crown (Romance za korunu)
- 1975 – Škaredá dědina
- 1976 – Cirkus v cirkuse
- 1976 – Hřiště
- 1976 – Páni kluci
- 1976 – Bouřlivé víno
- 1976 – Léto s kovbojem
- 1976 – Marečku, podejte mi pero!
- 1976 – Malá mořská víla
- 1976 – Vánoce u Matěnů (TV)
- 1977 – Fanda (TV)
- 1977 – Smrt mouchy
- 1977 – Dým bramborové natě
- 1977 – Běž, ať ti neuteče
- 1977 – Šestapadesát neomluvených hodin
- 1977 – Ať žijí duchové!
- 1977 – Jak vytrhnout velrybě stoličku (TV)
- 1978 – Muž s orlem a slepicí
- 1978 – Jak se budí princezny
- 1978 – Setkání v červenci
- 1978 – Jen ho nechte, ať se bojí
- 1978 – Adéla ještě nevečeřela
- 1978 – Stíny horkého léta
- 1978 – Čistá řeka
- 1978 – Čekání na déšť
- 1978 – Hněv
- 1978 – Lvi salónu
- 1979 – Arabela (TV)
- 1979 – Smrt na černo
- 1979 – Píseň o stromu a růži
- 1979 – Brácha za všechny peníze
- 1979 – Vražedné pochybnosti
- 1979 – Princ a Večernice
- 1979 – Božská Ema
- 1980 – Jak se dělá smích
- 1980 – Hon na kočku
- 1980 – Poprask na silnici E 4
- 1980 – Kdo přichází před půlnocí
- 1981 – Hadí jed
- 1981 – Kluci z bronzu
- 1981 – Zralé víno
- 1981 – Temné slunce
- 1981 – Matěji, proč tě holky nechtějí?
- 1981 – Tajemství hradu v Karpatech
- 1982 – Zelená vlna
- 1983 – S tebou mě baví svět
- 1983 – Létající Čestmír (TV)
- 1983 – Pasáček z doliny
- 1983 – Smrt talentovaného ševce
- 1983 – Srdečný pozdrav ze zeměkoule
- 1983 – Únos Moravanky
- 1983 – Putování Jana Amose
- 1984 – Prodavač humoru
- 1984 – Babičky dobíjejte přesně!
- 1985 – Zátah
- 1985 – Poločas štěstí
- 1985 – Rumburak
- 1985 – Albert (TV)
- 1986 – Zkrocení zlého muže
- 1986 – Stín kapradiny
- 1986 – Gottwald (TV)
- 1986 – List gonczy
- 1986 – Já nejsem já
- 1986 – Mladé víno
- 1987 – Křeček v noční košili
- 1987 – Mravenci nesou smrt
- 1988 – Mág
- 1989 – Škola detektivky